# Ernie Fletcher

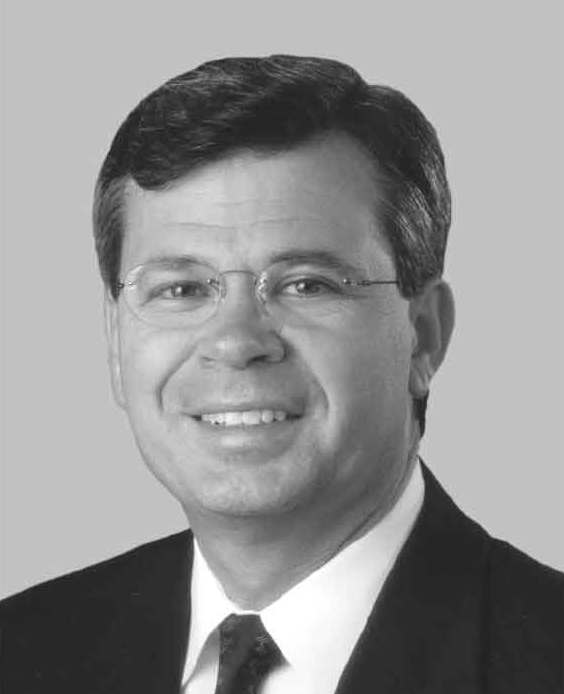

Ernest Lee (Ernie) Fletcher (ur. 12 listopada 1952 w Mount Sterling w stanie Kentucky) – amerykański polityk, działacz Partii Republikańskiej.
W latach 1995–1996 zasiadał w Izbie Reprezentantów stanu Kentucky. W latach 1999–2003 reprezentował 6. okręg Kentucky w Izbie Reprezentantów Stanów Zjednoczonych. Od 2003 do 2007 pełnił funkcję gubernatora Kentucky.